# NGC 5697
NGC 5697 ist eine 13,9 mag helle Spiralgalaxie vom Hubble-Typ Sb im Sternbild Bärenhüter und etwa 246 Millionen Lichtjahre von der Milchstraße entfernt. Verschiedene Anzeichen deuten auf einen Quasar in ihrem Zentrum hin.
NGC 5697 wurde am 18. März 1787 von Wilhelm Herschel mit einem 18,7-Zoll-Spiegelteleskop entdeckt, der sie dabei mit „F, vS“ beschrieb. Auf Grund leichter Fehler in Herschels Positionsangaben führte die zweite Beobachtung von Guillaume Bigourdan am 6. Juni 1894 unter IC 4471 zu einem Eintrag im Index-Katalog.